# Манькова (Иркутская область)
Манько́ва — деревня в Боханском районе Иркутской области. Входит в состав муниципального образования «Укыр». 

## География
Находится на левом берегу реки Иды в 25 км к востоку от районного центра, посёлка Бохан, и в 5 км западнее центра сельского поселения — села Укыр .

## Население
| 2002 | 2010 | 2011 | 2012 |
| ---- | ---- | ---- | ---- |
| 214  | ↘208 | →208 | ↗210 |

По данным Всероссийской переписи, в 2010 году в деревне проживало 208 человек (103 мужчины и 105 женщин).